# Couverture par sous-graphes bipartis complets

Exemple de couverture d'un graphe biparti par quatre graphes bipartis complets (chaque couleur représente un sous-graphes).

En théorie des graphes, le problème de couverture minimum par sous-graphes bipartis complets (ou problème de couverture biclique) est un problème algorithmique qui consiste, étant donné un graphe, à trouver une famille minimale de sous-graphes bipartis complets couvrant ses arêtes, c'est-à-dire telle que chaque arête du graphe d'origine apparaisse dans au moins un sous-graphe de la couverture.
Le problème de décision associé au problème d'optimisation de couverture par au plus {\displaystyle k} sous-graphes bipartis complets est NP-complet, et ce même si l'on se restreint à la couverture de graphes bipartis.

## Couverture par sous-graphes bipartis complets

### Définition
Une couverture par sous-graphes bipartis complets d'un graphe {\displaystyle G=(V,E)} est un ensemble {\displaystyle \lbrace G_{k}=(V_{k},E_{k})|1\leqslant k\leqslant n,V_{k}\subseteq V,E_{k}\subseteq E\rbrace } de sous-graphes bipartis complets de {\displaystyle G} tel que pour toute arête {\displaystyle e} de {\displaystyle G}, il existe un entier {\displaystyle k\in [\![1,n]\!]} tel que {\displaystyle e\in E_{k}} (ces sous-graphes ne sont pas nécessairement deux à deux disjoints).

### Propriétés combinatoires

#### Nombre minimal de sous-graphes couvrants

Exemples de graphes à respectivement 4 et 5 sommets où l'égalité est réalisée. Chaque couleur indique un sous-graphe biclique.
On remarque que dans le graphe de gauche, les sous-graphes ne sont pas disjoints.

Étant donné un graphe {\displaystyle G}, on note {\displaystyle b(G)} le nombre minimum de graphes bipartis complets couvrant les arêtes de {\displaystyle G} (aussi appelé dimension bipartie). Pour un entier naturel {\displaystyle n}, si {\displaystyle G} est un graphe à {\displaystyle n} sommets, on a {\displaystyle b(G)\leqslant n-1}, car on obtient une couverture à au plus {\displaystyle n-1} sous-graphes bipartis complets en prenant les sous graphes étoiles de {\displaystyle G}.
On peut donc noter {\displaystyle b(n)} la valeur maximale des {\displaystyle b(G)}, où {\displaystyle G} est un graphe à {\displaystyle n} sommets. Les {\displaystyle 10} premières valeurs de {\displaystyle b(n)} sont données par le tableau suivant (on observe bien que {\displaystyle b(n)} est majoré par {\displaystyle (n-1)} :

| n    | 2 | 3 | 4 | 5 | 6 | 7 | 8 | 9 | 10 |
| ---- | - | - | - | - | - | - | - | - | -- |
| b(n) | 1 | 2 | 2 | 3 | 4 | 5 | 5 | 6 | 7  |

On peut obtenir les premières valeurs de {\displaystyle b(n)} en étudiant systématiquement les graphes à {\displaystyle n} sommets.

Pour {\displaystyle n} plus grand, on peut utiliser les propriétés suivantes : 
- {\displaystyle b(n)\leqslant b(n+1)\leqslant b(n)+1}
- Si {\displaystyle G} est un graphe possédant deux sous-graphes de sommets disjoints {\displaystyle G_{1}} et {\displaystyle G_{2}}, reliés par au plus une arête, alors : {\displaystyle b(G_{1})+b(G_{2})\leqslant b(G)}
  - Si {\displaystyle n_{1}+n_{2}=n}, alors {\displaystyle b(n_{1})+b(n_{2})\leqslant b(n)}
  - En particulier, si pour un certain {\displaystyle n\in \mathbb {N} } et {\displaystyle a>0}, {\displaystyle b(n)=an}, alors pour tout entier {\displaystyle k}, {\displaystyle akn\leqslant b(kn)}, et donc {\displaystyle a\leqslant \lim _{n\to +\infty }{\frac {b(n)}{n}}}. Ce comportement et les premières valeurs de {\displaystyle b(n)} amènent à conjecturer que {\displaystyle \lim _{n\to +\infty }{\frac {b(n)}{n}}=1}, ce qui est en fait vrai.

Théorème — Pour un nombre entier naturel {\displaystyle n}, le nombre {\displaystyle b(n)} est équivalent, lorsque {\displaystyle n} tend vers {\displaystyle +\infty }, à {\displaystyle n}. Soit :
Plus précisément, il a été démontré par Zsolt Tuza que l'on avait : {\displaystyle b(n)\leqslant n-[\log _{2}(n)]+1}.

#### Nombre minimal de sommets couverts
Pour un graphe {\displaystyle G}, on note {\displaystyle \beta (G)} la valeur minimale de {\displaystyle \sum _{i=1}^{m}|V_{k}|}, où {\displaystyle G_{1}=(E_{1},V_{1}),\ldots ,G_{m}=(E_{m},V_{m})} est une couverture biclique de {\displaystyle G}. En d'autres termes, {\displaystyle \beta (G)} désigne le nombre minimal de sommets d'une couverture biclique de {\displaystyle G}, comptés avec multiplicités. Si {\displaystyle n} est un entier fixé, on note {\displaystyle \beta (n)} la valeur maximale de {\displaystyle \beta (G)} pour les graphes à {\displaystyle n} sommets. Zsolt Tuza a donné une minoration optimale de la valeur de {\displaystyle \beta (n)} :
Théorème — Il existe une constante {\displaystyle c>0} telle que pour tout entier {\displaystyle n} suffisamment grand :
Et cette minoration est optimale, à la constante {\displaystyle c} près.

## Partition en graphes bipartis complets

### Définition
Une partition par sous-graphes bipartis complets est une couverture par sous-graphes bipartis complets où l'on impose que tous les sous-graphes soient disjoints.

### Propriétés combinatoires

#### Théorème de Graham-Pollak
Théorème de Graham-Pollak — Un graphe complet à {\displaystyle n} sommets ne peut être partitionné en moins de {\displaystyle n-1} graphes bipartis complets.

#### Nombre minimal de sommets couverts
De la même manière que pour la couverture biclique, on peut définir {\displaystyle \alpha (G)} le nombre minimal de sommets d'une partition biclique d'un graphe {\displaystyle G}, toujours comptés avec multiplicités. Pour un entier {\displaystyle n} fixé, on note {\displaystyle \alpha (n)} la valeur maximale de {\displaystyle \alpha (G)} pour les graphes à {\displaystyle n} sommets. Un premier résultat démontré par Fan Chung, Paul Erdős et J. Spencer donne un encadrement des valeurs de {\displaystyle \alpha (n)} et {\displaystyle \beta (n)} :
Théorème — Pour tout réel {\displaystyle \varepsilon >0} et pour tout entier {\displaystyle n} suffisamment grand :
Ce résultat montre en particulier que la minoration de {\displaystyle \beta (n)} trouvée par Zsolt Tuza est bien optimale.

Il a ensuite été démontré par Paul Erdős et László Pyber qu'il existe une constante {\displaystyle c} telle que pour tout entier {\displaystyle n} suffisamment grand, tout graphe {\displaystyle G=(V,E)} à {\displaystyle n} sommets admet une partition biclique pour laquelle tout sommet de {\displaystyle G} est contenu dans au plus {\displaystyle c(n/\log(n))} sous-graphes de la partition.